# カーーニバレ/言ったらダメよ。
「カ－－ニバレ/言ったらダメよ。」（カーーニバレ/いったらダメよ）は、きいやま商店の初のシングル。2014年7月23日で発売。発売元は、フライング・ハイ。

## 解説
グループにとって初のシングルであり、両A面シングル。
CDの帯に書かれたキャッチコピーは、『～あなたにビバっと届けよう 魔法の言葉～』。ジャケットデザインは、キジムナ前津智宏。表ジャケットはイラスト、裏ジャケットはバッテンマスクを付けたメンバーの画像が使用されている。なお、音楽CDジャケットでアーティスト画像が使用されているのは、現在までこの作品（「言ったらダメよ。」側）のみ。

## 収録曲
全作詞・作曲・編曲：きいやま商店
1. カ－－ニバレ
2014年 年間USEN HIT CHART インディーズ ランキングにて22位を獲得[4]。
『頑張れ』という意味が込められた、メッセージソングとなっている。メンバーはこの曲を『カ－－ニバレを“頑張れ”っていう意味にしようと3人で決めて』制作。その後、たまたま『“カ－－ニバレ”のハイフンが2本であり、それを「カ」にくっつけて、「ニ」もちょっと読み方を変えると“ガンバレ”にも見える』ことに気付いたそうである[5]。FIFAワールドカップ ブラジル大会に向けて、「応援歌として使ってもらえるのではないか？」と思い制作したが、結局使われることは無かった。
2. 言ったらダメよ。
後にテレビ番組『beポンキッキーズ』にレギュラー出演するきっかけとなった曲。元々YouTubeにミュージックビデオを公開していた所、番組プロデューサーがこの曲を聴いて番組に向いてると思い、その後3人に会ったところ、3人のユニークなキャラクターや心の温かさを感じて、番組への起用が決定された[6][7]。

なお、MVはワンショットのシンプルな内容となっているが、これは『カーーニバレ』のMVを撮影後、所属事務所の社長からMVの製作会社に「もう1本作れ」との命令を受け、製作会社は「低予算」・「一発撮り」を条件に急遽製作した。また、制作スタッフにリョーサとだいちゃんの同級生がおり、メンバーはその同級生のスタッフより「3時間しかスタジオを借りられないから、東京に来る前に振りを考えてこい」との依頼を受けた。しかし、撮影直前までメンバーは振りを全く考えておらず、撮影開始50分前の間に即興で制作された。
1. カーーニバレ(カラオケ)
2. 言ったらダメよ。(カラオケ)

## 収録アルバム
- カーーニバレ

きいやま商店 ザ・ベスト 〜この歌届け〜
- 言ったらダメよ。

空とてんぷらと海のにおい